# 金沢栄東
金沢 栄東（かなざわ えいとう、1953年1月12日 － ）は、在日朝鮮人二世のシンガーソングライターである。本名：金 栄東（キム・ヨンドン, 朝: 김영동）。全盲。ハーモニカとギターを扱う。岐阜県揖斐郡出身。

## ディスコグラフィー

### シングル
- 夫婦箸・アイスコーヒー（1975年）
- 君がすきだったよ（1982年）

### アルバム
- 金沢栄東の世界（1975年）
- 響けハーモニカ（1992年）
- EITOU BLUES ALONE（1997年）
- 信じた道を歩いて行こう（1998年）

### その他
- 違うことこそバンザイ（1981年）
国際障害者記念アルバム